# Publio Cazio Sabino
Publio Cazio Sabino (latino: Publius Catius Sabinus; fl. 216) è stato un politico e senatore romano.
Probabilmente di origine italica, durante la sua prefettura urbana fece incidere delle iscrizioni a Ercole a Roma e ai Dioscuri a Ostia. Fu console suffetto, in data ignota. Forse è da identificarsi col Sabino menzionato come legato in un'iscrizione in una costruzione a Iuvanum, nel Norico, tra il 206 e il 209.
Fu console per la seconda volta nel 216, accompagnato dal collega Publio Cornelio Anullino .